# Miri Mesika

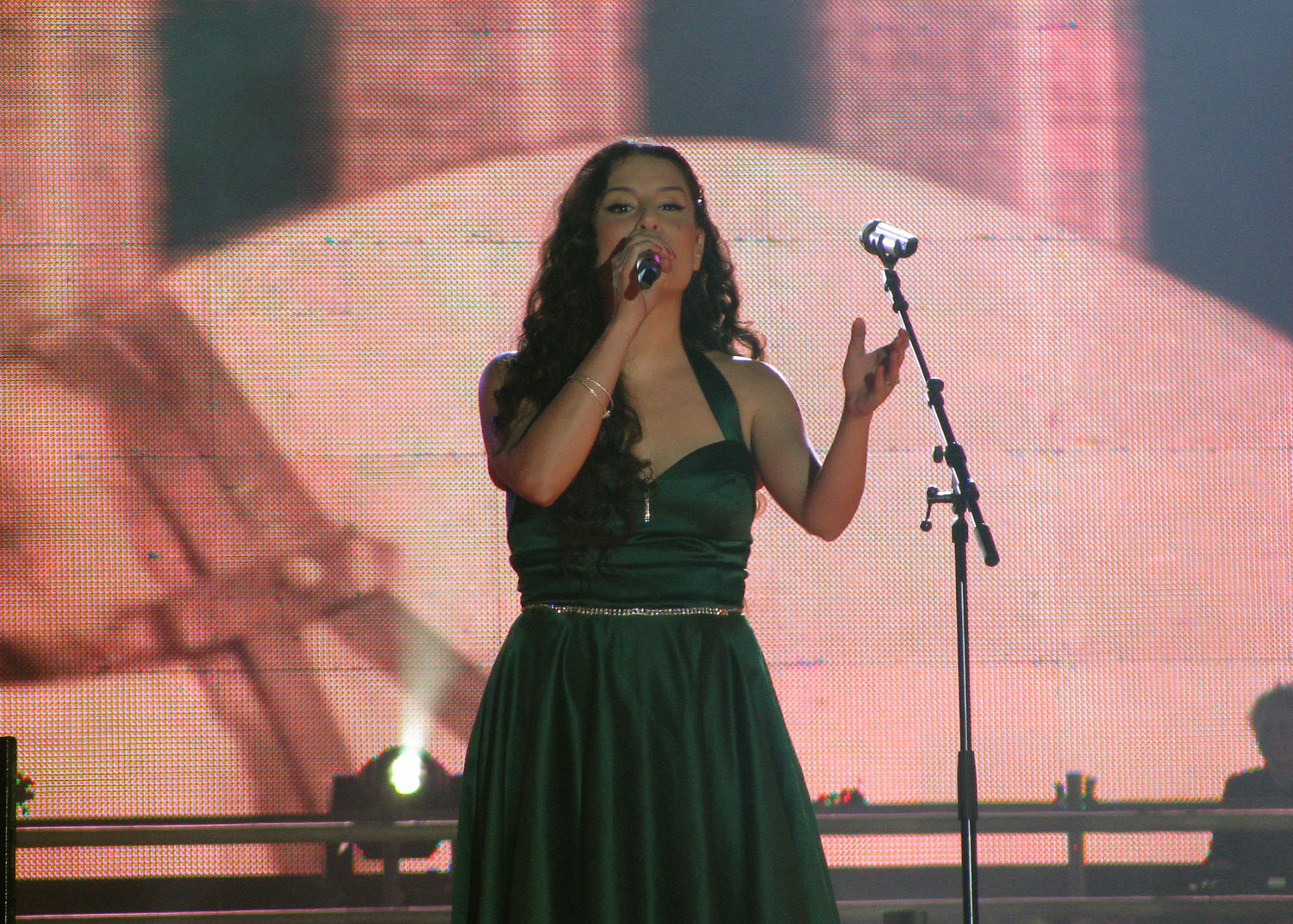
Miri Mesika (2009)

Miriam „Miri“ Mesika (hebräisch מִירִי מְסִיקָה; * 3. Mai 1978 in Herzlia) ist eine israelische Popsängerin und Schauspielerin. Sie gewann mehrmals den Titel Israelische Sängerin des Jahres.

## Leben
Seit der Grundschule interessiert sie sich für Kunst und Musik. Dabei erlernte sie das Spielen von Flöte und Gitarre und beschäftigte sich mit Bildhauerei und Malerei. Während der High School lag ihr Hauptinteresse bei der Schauspielerei. Nach dem Absolvieren der Wehrpflicht ging sie an die Rimon-Musikschule für Jazz und zeitgenössische Musik in Ramat haScharon, wo sie zusammen mit Keren Peles und Aya Korem Schauspiel und Gesang studierte. Der Dozent und in Israel berühmte Sänger Ricky Gal entdeckte ihr Gesangstalent.
Miri Mesika ist mit Ori Zakh verheiratet und lebt und arbeitet in Israel.

## Karriere

### Theater
Im Jahre 2005 spielte Mesika in zwei Theaterstücken mit, unter anderem in dem Stück König Salomon, mit.

### Gesang
Nach dem Studium unterzeichnete sie einen Vertrag bei dem Label Hed Arzi, für eine Veröffentlichung von fünf Alben.
Im April 2005 erschien ihr Debütalbum 'Miri Mesika' mit den Liedern To There, No One, November und Coming To You. Das Album erreichte Platin und im Februar 2006 wurde sie vom israelischen Musikfernsehsender zur Sängerin des Jahres ernannt.

### Film und Fernsehen
Sie sang die Titelmelodie für den Film Aviva My Love. In dem Film 3 Mothers hat sie nicht nur als Schauspielerin mitgewirkt, sondern auch gesungen. 2011 und 2012 war Mesika in der Jury von Kochav Nolad, der israelischen Version der britischen Show Pop Idol.

## Diskografie

### Alben
- 2005: Miri Mesika
- 2007: Shalom LaEmunot
- 2010: Chadashot Tovot
- 2012: Melech
- 2014: Simanim al haChol
- 2017: Elohei Hadvarim Haktanim
- 2021: Okyanus
- 2024: שלך, אסי

### Live-Alben
- 2024: Live

### Singles (Auswahl)
- 2005: לשם
- 2005: נובמבר
- 2005: אף אחת
- 2005: באה אליכם
- 2007: עכשיו אתה חוזר בחזרה
- 2012: מלך
- 2018: מפחד עלייך (mit E-Z)
- 2019: אוקיינוס
- 2020: חוה
- 2020: משה (mit Narkis)
- 2020: יש לך אותך (mit Mika Moshe)
- 2021: תן בי אור (mit Almog Tabeka)
- 2021: אף אחת (mit Ran Danker)